# John Nash (arquitecto)
John Nash (Lambeth, 18 de enero de 1752 – Cowes, 13 de mayo de 1835) fue un arquitecto inglés, conocido por ser el encargado de desarrollar el urbanismo de la ciudad de Londres durante la Regencia (1811–1820) y posterior reinado de Jorge IV del Reino Unido.

## Biografía
Era hijo de un diseñador de molinos  galés de la zona de Lambeth: John (1714-1772). En 1766 o 67, John Nash se formó con el arquitecto Robert Taylor; el aprendizaje lo completó en 1775 o 1776. Nash comenzó a trabajar con el arquitecto Robert Taylor, pero sus inicios en la arquitectura fueron breves y sin ningún éxito. Más tarde, tras heredar una importante fortuna, se retiró a vivir en Gales, donde terminaría dilapidando gran parte de su fortuna, como consecuencia de sus malas inversiones y declarándose en ruina en 1783. Esto forzó su regreso al trabajo como arquitecto, centrándose inicialmente en el diseño de casas. En una época influenciado por las ideas del paisajista Humphry Repton, terminó colaborando con él  adaptando sus argumentos de diseño en sus propios edificios. En 1792 Nash se sintió capaz de volver de nuevo a trabajar en Londres.
Su obra arquitectónica más importante fue el Pabellón Real de Brighton, recreado con lenguajes arquitectónicos del pasado europeo o de otras culturas, con un espíritu que encajaba muy bien con el romanticismo de la época. También es responsable de parte del Palacio de Buckingham y del diseño inicial del Marble Arch. Diseñó también el Regent's Park en Londres, un gran parque donde a su alrededor se establecieron las terraces, primeras viviendas colectivas de lujo estilo palacete, siendo quizás la más bella Cumberland Terrace. Junto con este parque Regent Street se parcela parte del terreno de Londres y se abre una calle hasta la residencia real. Esta calle, donde también se encuentran estas terraces, era una calle de élite, y se podría decir que era una frontera entre el Londres rico y el pobre.

## Obras de Nash
- Carlton House
- Clarence House
- Castillo Killymoon[11]
- Teatro Haymarket[12]